# 土地改良事業
土地改良事業（とちかいりょうじぎょう）は、土地改良法を根拠に国、地方公共団体または土地改良区が実施する事業である。対象となる事業は、土地改良施設（農業用用排水施設、農道、その他農地保全のために必要な施設）の新設、管理、廃止または変更、土地区画整理、農用地造成（開墾）、埋立または干拓、農用地または土地改良施設の災害復旧、農用地に関する権利の交換分合である。

## 概要
土地改良事業は、事業の規模や正確に応じて、国（国営事業）、都道府県（都道府県営事業）、市町村や土地改良区等（団体営事業）に分類される。水利関係を例にとれば、ダムや幹線用水路などの基幹施設は国を事業主体とした国営事業で整備され、幹線から分岐する支線用水路は都道府県が管理し、直接農地等に分配される末端の水路等は土地改良区などが管理する。土地改良事業は通常農業者からの発意で実施するが、干拓事業などは国や地方公共団体が直接行うことができる。
根拠となる土地改良法に基づく土地改良事業の特徴は、事業の受益地にあたる一定の地域内の農地所有者又は耕作者が、農地や灌漑設備、農道などの農業生産基盤整備を実施することを決めて、地域内の耕作者の3分の2以上の同意が得られれば、それ以外が反対していても強制的に事業を強行することができることにある（「３分の2強制」の原則）。また、土地改良事業は受益者負担を原則としており、一度事業が決定すれば受益地内の耕作者はたとえ事業に反対していたとしても強制的に費用を分担させられる。土地改良区が組合員から徴収する費用は、賦課金と呼ばれ、国や地方公共団体からの補助金を差し引き、面積で割り当てられる。賦課金を滞納した場合、土地改良区は市区町村を介して強制徴収を請求し、差押などを行う。
土地改良区は、土地改良事業によって利益を受ける一定の地域（受益地）の土地改良事業を行う目的で設立される団体で、土地改良法を根拠にする社団（公共組合）であり、法人としての登記はなされない。地縁的性質が強く、その特徴は3分の2以上の同意による地域内の強制加入と、組合員に対する費用徴収の強制、総代の選挙管理委員会による公選制、非課税団体（公共法人）として、法人税・所得税・登録免許税・不動産取得税・固定資産税などが免除され、破産による解散がない、などの特徴がある。土地改良区は地域の土地改良施設の管理などを行い、費用の一部は国や地方公共団体からの補助を受ける。

## 批判
土地改良事業には多額の予算が投入されるため、自民党の農林族議員と全国土地改良政治連盟（土政連）、農水省技官OBが、複雑に絡む利権構造が築かれているとの批判がある。さらに一般会計の中の農業関連予算の大半は、土地改良事業を通じて農家ではなく土木業者に流れ込んでいるとも言われる。15人以上の農家からなる土地改良区は全国で7700もあり、都道府県レベルでは土地連、全国レベルではそれらをまとめる全土連があり、官僚と土建業界、農家の関係を調整する。表向きは、全国の土地改良施設の維持管理、資金管理、技術指導が役割となっており、国と都道府県から毎年多額の補助金を受け取る。実態は県土連、土政連とともに国と地方公共団体から全土連に出される莫大な額の補助金の利権を分配することである。農道や用水施設などの公共事業をめぐって政治家、官僚、土建業界、技官OBのコンサル企業などが農業予算を虎視眈々と狙っており、全土連の政治部門とも言える土政連は自民党の農林族議員を支援し、後援会員や自民党員を集める。
全土連は、年間数千億円を超える土地改良予算の一部を政治家が吸い取るためのパイプ役を担っており。全国の土地改良区の中には、党費を支払っていたり、政治団体に資金を提供しているものもある。ウルグアイ・ラウンドによる農業自由化が決定した際には、その影響を和らげるための対策費として、UR農業合意関連対策費が創出され、総額6兆100億円が平成12年までに割り当てられることになったが、その中身のうち半分以上の3兆5500億円が農業土木分野に割り当てられていた。この仕組みには農林族議員が絡んでる。税金が中央官庁から末端にあたる地方の土木業者に流れる途中に、族議員の介入がある。土地改良区が補助金を申請し、補助金を受け取った地方公共団体は土地連に土地改良事業の設計委託をし、土地連の請け負った事業は、地方の土木業者に丸投げ発注される。ただし90％以上は「土地改良建設協会」の加盟業者である。これは一種の談合の構図となっている。これらの土木業者は請負額の1％以上を何らかの形で土地連に上納する。
土地連には族議員が関与しており、都道府県ごとの会長席には有力県議や農林族議員が座ることが多い、自民党の青木幹雄は鳥取県土地連、山崎正昭は福井県土地連、鹿熊安正は富山県土地連である。埼玉県土地改良事業者団体連合会会長の三ツ林弥太郎は、埼玉県土地連と県内の土地改良区2ヶ所から合計849万円の報酬を受け取っていた。熊本の浦田勝は240万円、鹿熊は富山の土地連と改良区から291万円を受け取っている。土地連にとっては農林族議員は中央官庁や地方自治体に圧力を加える重要な存在であり、それゆえに会長や理事職を与えて報酬を与えていると批判されている。

## 事例

### 国営川辺川総合土地改良事業
1983年、受益地面積を3590ヘクタールとする利水事業として国営事業が開始されたが、多くの農家はすでにある水源で十分として、中止を求めて裁判を起こした。一審は国が勝訴。２審において、農家からの同意書に改ざんがあったことが発覚し、国は逆転敗訴、判決が確定し、農林水産省は利水事業を切り離し、2009年に川辺川ダム計画が中止となった。

### 国営木曽岬干拓事業
木曽岬干拓地は国営の土地改良事業として110億あまりの予算が投じられたが、事業地が愛知、三重両県にまたがることから、県境が確定せず、合計370haあまりの干拓地を農地として配分することができず、事業の長期化等に伴い事業費や借入金の金利が高騰し、地元負担金が高額になり農地として利用することが困難になっている。

### 国営羊角湾土地改良事業
羊角湾の干拓事業には約200億の税金が注ぎ込まれ、農業土木業界が潤うことになったが、1.4ヘクタールあたり約3000万円の高額な利用料が農家に求められたことから農地の利用者が現れずに事業廃止になった。